# Tríceps braquial
O músculo tríceps braquial ou tricípete braquial é um largo músculo esquelético de três cabeças encontrado em humanos. Ele corre na superfície posterior do braço.
O músculo tricípete braquial é geralmente chamado de "tríceps". Entretanto, o termo "tricípete" (em Latim significa "três cabeças") pode ser usado para qualquer músculo que possua três origens.

## Origem e inserção
As três cabeças são:
- Cabeça longa: origina-se no tubérculo infraglenoidal da escápula
- Cabeça lateral: origina-se na face posterior do úmero, acima do sulco do nervo radial
- Cabeça medial: origina-se na face posterior do úmero, abaixo do sulco do nervo radial

Inserem-se na região posterior do olécrano, isto é, na "cabeça" da ulna.

## Exercícios para ajudar o tríceps a desenvolver
O tríceps braquial tem participação de 60 % na massa do braço, mas as pessoas que exercitam os braços normalmente negligenciam o treinamento deste músculo em favor do músculo bíceps braquial.
Os tríceps são trabalhados principalmente através de exercícios de pressão, (ex: supinos, flexões de braço (marinheiro), ou desenvolvimento do ombro) mas podem ser efetivamente trabalhados isoladamente através de exercícios na polia alta (pulley) e no tríceps testa. Muitos fisiculturistas discutem que os melhores exercícios para ganho de massa na área dos tríceps são as paralelas com carga adicional (weighted dips) ou o tríceps supino (close grip bench press).

## Imagens adicionais

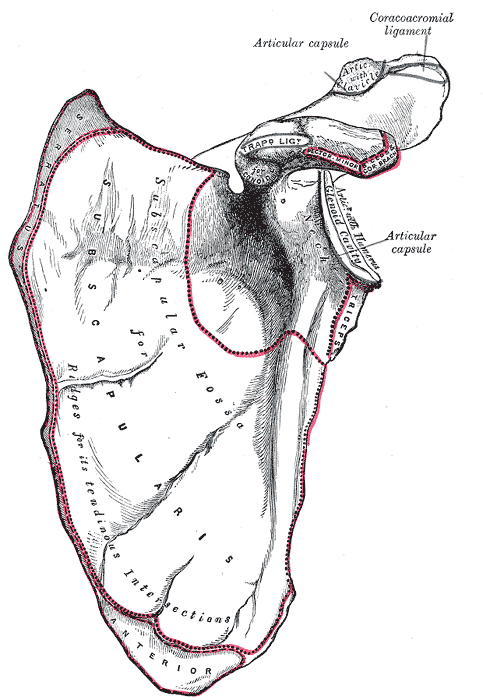
Escápula esquerda. Superfície costal.
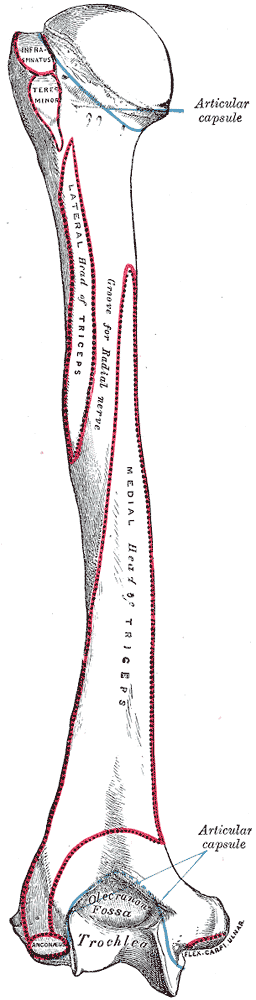
Úmero esquerdo. Vista posterior.
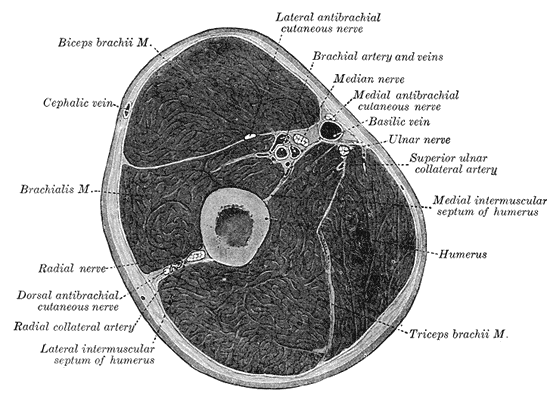
Secção transversa no meio do braço.
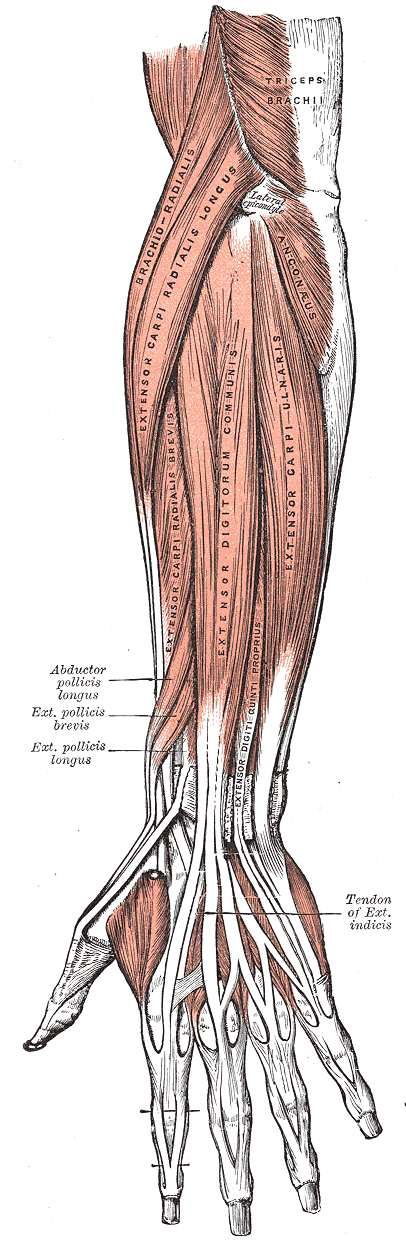
Superfície posterior do antebraço. Músculos superficiais.
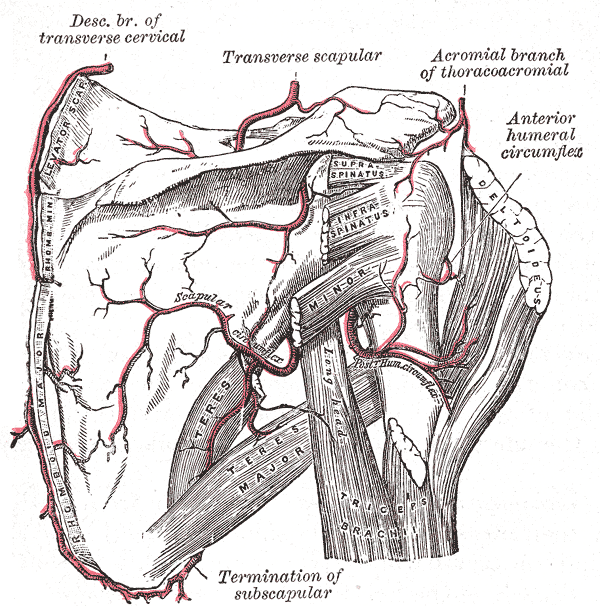
Artérias escapular e circunflexa.
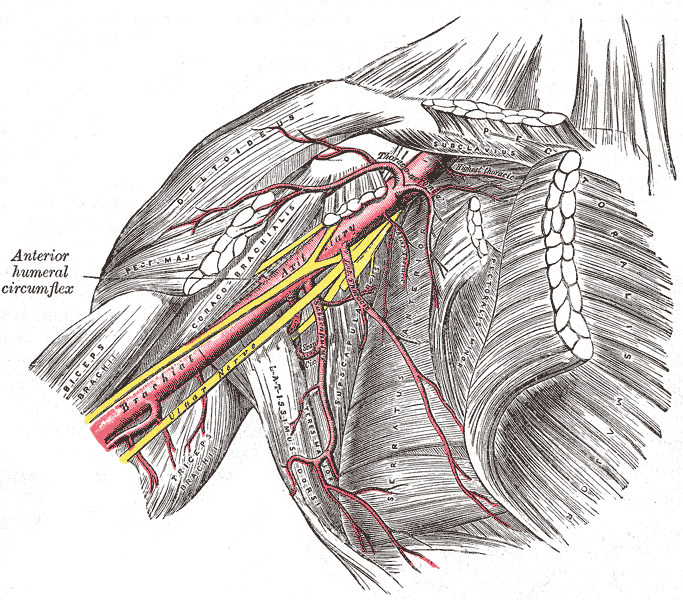
A artéria axilar e seus ramos.
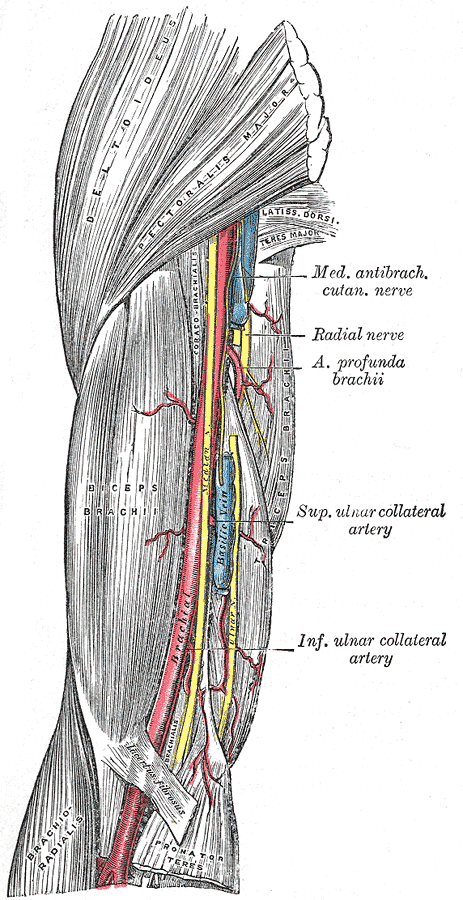
A artéria braquial.
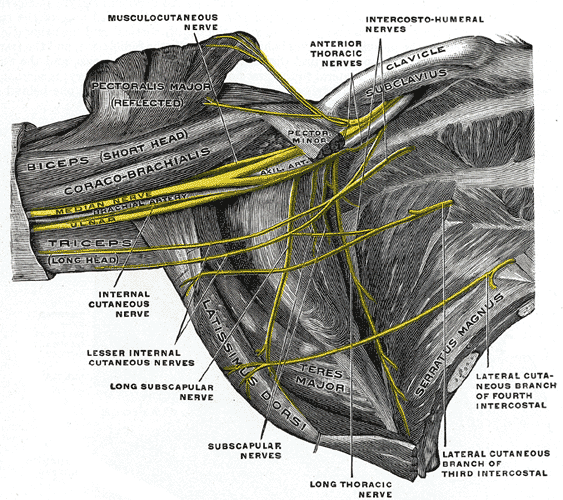
O plexo braquial direito na fossa axilar; visto de frente e por baixo.
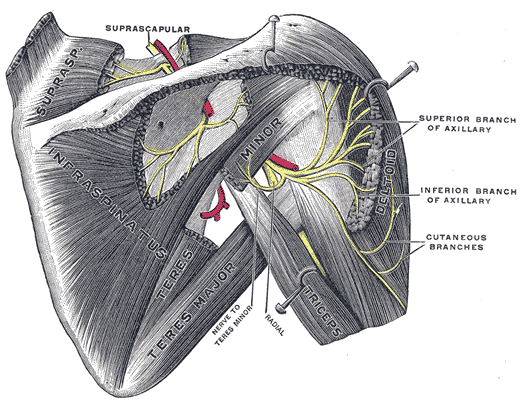
Suprascapular e nervos axiliares do lado direito, vistos de trás.
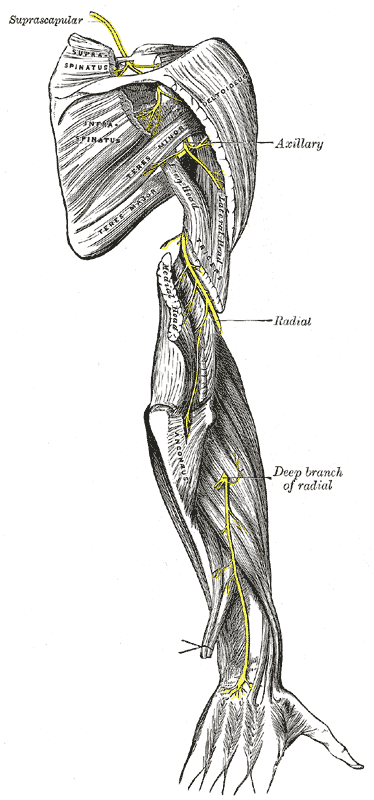
Os nervos supraescapular, axilar e radial.